# Terapne

Mapa del sur del Peloponeso en la Antigüedad. La ciudad de Terapne se encontraba al sur de Esparta.

Terapne o Terapna (en griego, Θεράπνη) fue una antigua población griega de Laconia dependiente de Esparta.
Su nombre procedía, según la mitología griega, de una hija de Lélex. El lugar era distinguido por albergar un templo de Menelao, donde se creía que estaban sepultados los cuerpos de Helena y Menelao. Heródoto ubica en Terapne un santuario de Helena y relata la tradición de que una nodriza iba cada día a ese santuario a pedir que librara a una niña del aspecto tan feo que tenía y un día apareció una mujer que acarició el cabello de la niña y le dijo que sería la más bella de Esparta, tras lo cual ese mismo día cambió el aspecto de la niña. El poeta lírico Alcmán en el siglo VII a. C. ya menciona un templo en Terapne. Por otra parte, Píndaro cita la ciudad como uno de los lugares donde residían los Dioscuros.
En Terapne se hallaba también una fuente llamada Meseida y otra llamada Polideucea. Cerca de Terapne se hallaba, en un lugar llamado Febeon, un templo dedicado a los Dioscuros, donde los efebos hacían sacrificios en honor de Enialio. También cerca de este templo se hallaba un santuario de Poseidón Geáoco. Otros lugares destacados de las proximidades de Terapne eran un lugar denominado Alesia, donde la tradición decía que se había inventado el molino y un heroon en honor de Lacedemón.

## El Meneleo

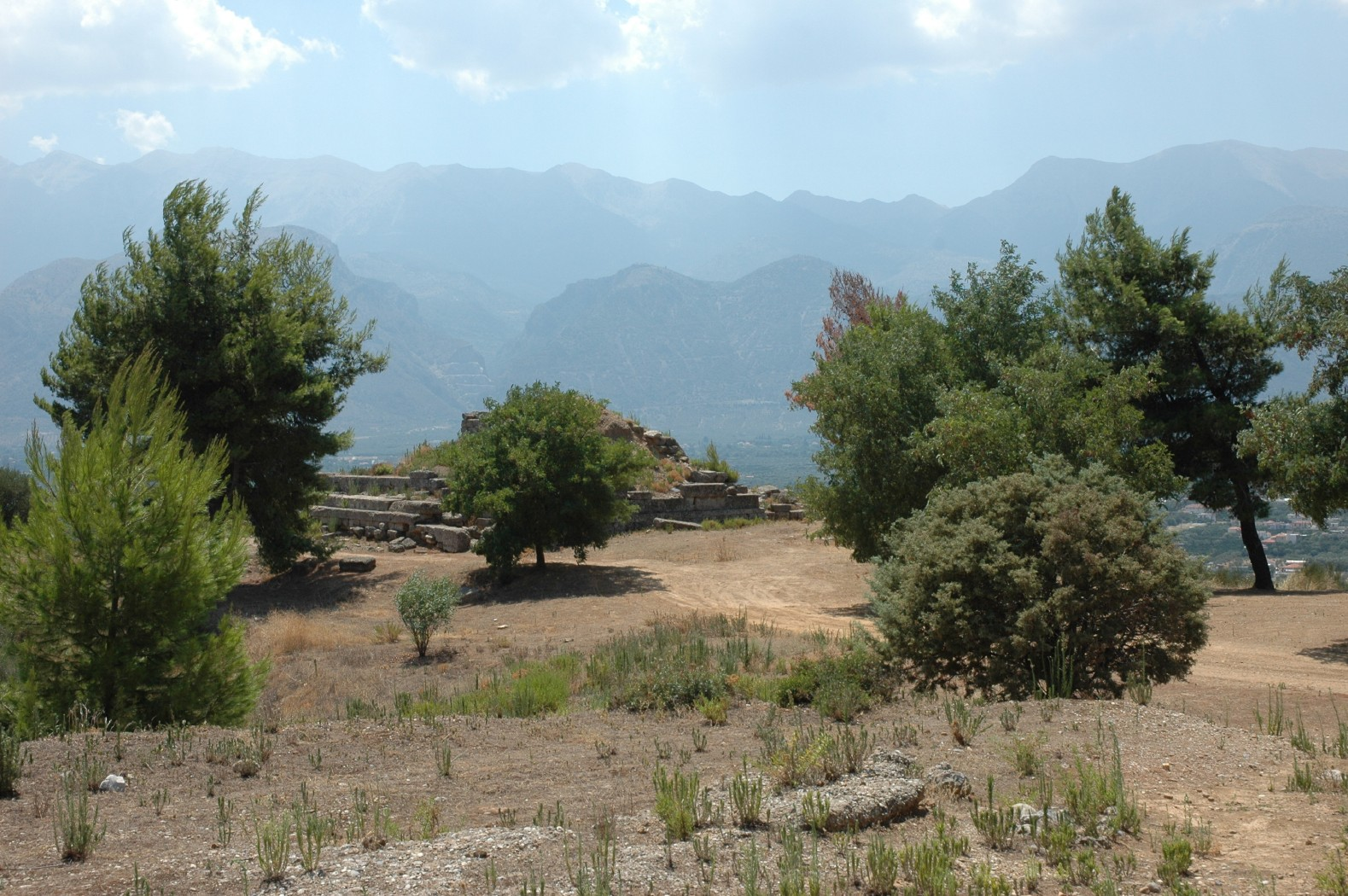
Algunos de los restos del Meneleo.

Se han realizado diversas campañas de excavaciones en Terapne: la primera fue dirigida por Christos Tsountas en 1889; luego en 1899 hubo otra excavación bajo la dirección de Panagiotis Kastriotis y en 1909-10 la Escuela Británica de Atenas excavó en el lugar a una mayor escala.
En las colinas que componen el Meneleo se han hallado restos que muestran que el lugar estuvo habitado desde el Heládico Medio. Se hallaron los restos un gran edificio que se construyó hacia el siglo XV a. C. Este, tras sufrir una destrucción, fue sustituido por otro a principios del XIV a. C. y, nuevamente destruido, fue en parte reparado en el siglo XIII a. C. Se ha sugerido que esta era la sede de un importante centro administrativo durante el periodo micénico. 
Posteriormente, desde el siglo VIII a. C., se adoraba en este lugar a Menelao y a Helena. Un primer templo dedicado a ellos se fundó a fines del siglo VII o principios del VI a. C.